# اقتصاد امارات متحده عربی
اقتصاد امارات متحده عربی با تولید ناخالص داخلی (GDP) ۴۱۵ میلیارد دلار آمریکا (۱.۸۳ تریلیون درهم) در سال‌های ۲۰۲۱ - ۲۰۲۳ چهارمین اقتصاد بزرگ خاورمیانه (پس از ترکیه، عربستان سعودی و اسرائیل) است.
امارات متحده عربی موفق به متنوع ساختن اقتصاد خود به ویژه در دبی شده‌است، اما همچنان به شدت متکی بر درآمدهای حاصل از نفت و گاز طبیعی است، که همچنان در اقتصاد آن، نقش اصلی را ایفا می‌کند به خصوص در ابوظبی. بیش از ۸۵٪ اقتصاد امارات در سال ۲۰۰۹ بر اساس صادرات نفت ایجاد شده‌است در حالی که ابوظبی و دیگر امارات در رویکرد خود نسبت به متنوع سازی تقریباً محافظه کار باقی مانده‌اند، دبی که ذخیره‌های نفتی نسبتاً کمتری دارد، در سیاست متنوع سازی شجاع تر بوده است. در سال ۲۰۱۱، صادرات نفت ۷۷ درصد از بودجه دولت امارات را به خود اختصاص داده بود.
گردشگری یکی از بزرگ‌ترین منابع درآمدی غیرنفتی در امارات است بعضی از مجلل‌ترین هتل‌های جهان در این کشور مستقر هستند. رونق گسترده‌ای در ساخت و ساز، یک پایگاه تولید در حال گسترش و یک بخش خدمات پر رونق به امارات متحده عربی کمک می‌کند تا اقتصاد خود را متنوع کند. در سراسر کشور، اکنون ۳۵۰ میلیارد دلار پروژه‌های عمرانی فعال وجود دارد.
امارات متحده عربی عضو سازمان تجارت جهانی و اوپک است.
دولت امارات متحده عربی مدتهاست که برای متنوع کردن و کم کردن وابستگی خود به درآمد نفت در اقتصاد سرمایه‌گذاری کرده است.

## پیشینه تاریخی
قبل از مستقل شدن از انگلیس و اتحاد در سال ۱۹۷۱، هر یک از امارات مسئولیت اقتصاد خود را بر عهده داشتند. در آن زمان، صید مروارید، دریانوردی و ماهیگیری باهم جز اصلی‌ترین منابع اقتصاد بودند تا زمانی که توسعه مرواریدهای صید شده ژاپنیو کشف ارزش تجارت نفت به وقوع پیوست. حاکم پیشین کشور امارات متحده عربی، زید بن سلطان آل نهیان، اعتبارش این بوده که با استفاده از درآمد حاصل از صادرات نفت و تأمین بودجه همه پیشرفت‌های لازم برای رساندن کشور به قرن بیستم را انجام دهد. به همین ترتیب، راشد بن سعید آل مکتوم، نخست‌وزیر دولت پیشین امارات متحده عربی چشم‌انداز جسورانه و عظیم تری نه تنها برای نفت، بلکه برای سایر صنایع امارات دبی داشت.
در دهه ۱۹۸۰، هنگامیکه دبی به واسطه ابوظبی وثیقه داده شد تمرکز دبی بر متنوع کردن تجارت و تشکیل مرکزهای حمل و نقل و تدارکات، به ویژه بندر رشید و بندر منطقه آزاد جبل علی و همچنین احداث فرودگاه بین‌المللی دبی، بود که منجر به برگزاری تعدادی از بازیهای مهم جهانی (DP World، امارات، DNATA) شد و به توسعه حمل و نقل تدارکات و لجستیک دبی هم کمک کرد. ظهور بازار پر رونق املاک و مستغلات به‌طور خلاصه در سال ۲۰۰۸-۲۰۰۷ توسط بحران مالی جهانی بررسی شد، بهبودی اقتصاد برافروخته منجر به بازنگری و تنظیم و نظارت شدید و دقیق تری شد و به بازار واقع بینانه تری برای املاک و مستغلات تبدیل شد ودر سراسر امارات متحده عربی، باعث شروع مجدد بسیاری از پروژه‌ها شد. اگرچه بازار همچنان در حال گسترش است، اما شرایط فعلی بازار برای توسعه دهندگان سخت شده‌است.

## بررسی اجمالی
امارات متحده عربی دومین اقتصاد بزرگ جهان عرب (پس از عربستان سعودی)، با تولید ناخالص داخلی ۴۱۴ میلیارد دلار (۱٫۵۲ تریلیون AED) در سال ۲۰۱۸ است. یک سوم از تولید ناخالص داخلی از محل درآمد نفت است. انتظار می‌رفت اقتصاد %۴/۵–۴ در سال ۲۰۱۳ رشد کند، به طوریکه ۳٫۵–۲٫۳٪ در پنج سال گذشته رشد داشته‌است. از زمان استقلال در سال ۱۹۷۱، اقتصاد امارات متحده عربی حدوداً ۲۳۱ برابر رشد کرده و به ۴۵۱ میلیارد تریلیون در سال ۲۰۱۳ رسیده‌است. تجارت غیرنفتی از سال ۱۹۸۱ تا ۲۰۱۲ با رشد حدود ۲۸ برابر به ۲/۱ تریلیون رسیده‌است.
اقتصاد امارات متحده عربی یکی از بازترین‌ها در سراسر جهان است و تاریخ اقتصادی آن به زمانی که که کشتی‌ها به هند، در امتداد سواحل سواحیلی، تا جنوب موزامبیک می‌رفتند بر می‌گردد.
صندوق بین‌المللی پول پیش‌بینی می‌کند که رشد اقتصادی امارات متحده عربی در سال 2025 به 5.1 درصد افزایش یابد، در حالی که در سال 2024 به 3.7 درصد رسیده بود. صندوق بین‌المللی پول رشد اقتصادی بالقوه امارات متحده عربی را در گزارش چشم‌انداز اقتصادی جهانی به افزایش سهم بخش‌های غیرنفتی اختصاص داده‌است، که به‌طور میانگین رشد بیشتر از ۶٪ در سال‌های ۲۰۱۴ و ۲۰۱۵ را به ثبت رسانده‌اند. چنین مشارکتی شامل بانکداری، گردشگری، تجارت و املاک و مستغلات است. افزایش قدرت خرید اماراتی‌ها و مخارج دولت در پروژه‌های زیرساختی به اندازه قابل توجهی افزایش یافته‌است.
امارات متحده عربی در سطح بین‌المللی در بین ۲۰ کشور برتر برای کسب و کار خدمات با توجه به، AT کارنی، و بین ۳۰ کشور برتر شبکه‌های WEF و در سه‌ماهه اول سال به عنوان کمترین کشور فاسد از نظر شاخص فساد TI است.

## داده‌ها
در جدول زیر شاخص‌های اصلی اقتصادی را از سالهای ۱۹۸۰ تا ۲۰۰۷ نشان داده شده‌است. تورم زیر ۲٪ به رنگ سبز است.
| Year | GDP (in Bil. US$PPP) | GDP per capita (in US$ PPP) | GDP growth (real) | Inflation rate (in Percent) | Government debt (in % of GDP) |
| ---- | -------------------- | --------------------------- | ----------------- | --------------------------- | ----------------------------- |
| ۱۹۸۰ | ۷۵٫۱                 | ۷۴٬۷۵۹                      | −۱٫۸٪             | ۱۰٫۱٪                       | n/a                           |
| ۱۹۸۱ | ۸۹٫۲                 | ۸۱٬۰۷۵                      | ۸٫۰٪              | ۷٫۹٪                        | n/a                           |
| ۱۹۸۲ | ۸۷٫۹                 | ۷۵٬۱۳۴                      | −۷٫۲٪             | ۷٫۰٪                        | n/a                           |
| ۱۹۸۳ | ۸۶٫۶                 | ۷۱٬۵۵۴                      | −۵٫۳٪             | ۱٫۳٪                        | n/a                           |
| ۱۹۸۴ | ۹۳٫۶                 | ۷۱٬۴۸۲                      | ۴٫۵٪              | ۲٫۴٪                        | n/a                           |
| ۱۹۸۵ | ۹۴٫۲                 | ۶۸٬۲۶۳                      | −۳٫۵٪             | ۳٫۵٪                        | n/a                           |
| ۱۹۸۶ | ۷۷٫۶                 | ۵۳٬۸۷۸                      | −۱۹٫۳٪            | ۵٫۴٪                        | n/a                           |
| ۱۹۸۷ | ۸۳٫۸                 | ۵۵٬۸۵۶                      | ۵٫۳٪              | ۵٫۵٪                        | n/a                           |
| ۱۹۸۸ | ۸۴٫۴                 | ۴۷٬۱۷۵                      | −۲٫۶٪             | ۵٫۰٪                        | n/a                           |
| ۱۹۸۹ | ۱۰۱٫۵                | ۵۴٬۵۸۵                      | ۱۵٫۷٪             | ۲٫۸٪                        | n/a                           |
| ۱۹۹۰ | ۱۳۰٫۱                | ۷۰٬۵۴۸                      | ۲۳٫۶٪             | ۰٫۶٪                        | n/a                           |
| ۱۹۹۱ | ۱۳۷٫۳                | ۷۱٬۲۳۱                      | ۲٫۱٪              | ۳٫۴٪                        | n/a                           |
| ۱۹۹۲ | ۱۴۴٫۸                | ۷۱٬۹۹۱                      | ۳٫۱٪              | ۶٫۴٪                        | n/a                           |
| ۱۹۹۳ | ۱۴۸٫۲                | ۷۱٬۱۳۶                      | ۰٫۰٪              | ۵٫۳٪                        | n/a                           |
| ۱۹۹۴ | ۱۶۲٫۵                | ۷۲٬۸۵۸                      | ۷٫۴٪              | ۵٫۷٪                        | n/a                           |
| ۱۹۹۵ | ۱۷۶٫۸                | ۷۳٬۳۲۰                      | ۶٫۶٪              | ۴٫۳٪                        | n/a                           |
| ۱۹۹۶ | ۱۸۹٫۶                | ۷۷٬۶۱۵                      | ۵٫۳٪              | ۳٫۰٪                        | n/a                           |
| ۱۹۹۷ | ۲۰۹٫۴                | ۸۱٬۱۴۵                      | ۸٫۶٪              | ۳٫۰٪                        | n/a                           |
| ۱۹۹۸ | ۲۱۳٫۳                | ۷۵٬۲۶۵                      | ۰٫۸٪              | ۲٫۰٪                        | n/a                           |
| ۱۹۹۹ | ۲۲۴٫۷                | ۷۴٬۰۸۱                      | ۳٫۸٪              | ۲٫۲٪                        | ۴٫۸٪                          |
| ۲۰۰۰ | ۲۵۸٫۱                | ۸۶٬۱۸۷                      | ۱۲٫۳٪             | ۱٫۳٪                        | ۳٫۰٪                          |
| ۲۰۰۱ | ۲۶۷٫۳                | ۸۴٬۴۰۸                      | ۱٫۳٪              | ۲٫۸٪                        | ۲٫۷٪                          |
| ۲۰۰۲ | ۲۷۸٫۲                | ۸۳٬۰۵۴                      | ۲٫۵٪              | ۲٫۹٪                        | ۳٫۶٪                          |
| ۲۰۰۳ | ۳۰۸٫۷                | ۸۶٬۹۳۳                      | ۸٫۸٪              | ۳٫۱٪                        | ۴٫۴٪                          |
| ۲۰۰۴ | ۳۴۷٫۶                | ۹۲٬۴۱۳                      | ۹٫۶٪              | ۵٫۰٪                        | ۵٫۶٪                          |
| ۲۰۰۵ | ۳۷۶٫۲                | ۹۱٬۶۲۳                      | ۴٫۹٪              | ۶٫۲٪                        | ۶٫۶٪                          |
| ۲۰۰۶ | ۴۲۵٫۹                | ۸۴٬۹۶۷                      | ۹٫۸٪              | ۹٫۳٪                        | ۶٫۸٪                          |
| ۲۰۰۷ | ۴۵۱٫۳                | ۷۲٬۵۷۶                      | ۳٫۲٪              | ۱۱٫۱٪                       | ۷٫۹٪                          |
| ۲۰۰۸ | ۴۷۵٫۰                | ۵۸٬۸۳۳                      | ۳٫۲٪              | ۱۲٫۳٪                       | ۱۲٫۵٪                         |
| ۲۰۰۹ | ۴۵۳٫۶                | ۵۵٬۳۱۵                      | −۵٫۲٪             | ۱٫۶٪                        | ۲۴٫۱٪                         |
| ۲۰۱۰ | ۴۶۶٫۶                | ۵۶٬۴۵۷                      | ۱٫۶٪              | ۰٫۹٪                        | ۲۱٫۹٪                         |
| ۲۰۱۱ | ۵۰۶٫۵                | ۵۹٬۵۰۲                      | ۶٫۴٪              | ۰٫۹٪                        | ۱۷٫۵٪                         |
| ۲۰۱۲ | ۵۴۲٫۲                | ۶۱٬۸۳۷                      | ۵٫۱٪              | ۰٫۷٪                        | ۱۷٫۰٪                         |
| ۲۰۱۳ | ۵۸۲٫۸                | ۶۴٬۵۳۷                      | ۵٫۸٪              | ۱٫۱٪                        | ۱۵٫۷٪                         |
| ۲۰۱۴ | ۶۱۲٫۸                | ۶۵٬۸۷۷                      | ۳٫۳٪              | ۲٫۳٪                        | ۱۵٫۵٪                         |
| ۲۰۱۵ | ۶۴۳٫۱                | ۶۷٬۱۲۷                      | ۳٫۸٪              | ۴٫۱٪                        | ۱۸٫۷٪                         |
| ۲۰۱۶ | ۶۷۱٫۱                | ۶۸٬۰۹۲                      | ۳٫۰٪              | ۱٫۶٪                        | ۲۰٫۷٪                         |
| ۲۰۱۷ | ۶۸۶٫۸                | ۶۷٬۷۴۱                      | ۰٫۵٪              | ۲٫۰٪                        | ۱۹٫۵٪                         |

## تنوع

تصویر گرافیکی از صادرات محصول امارات در دسته‌بندی‌های رنگی (۲۰۱۷)

هرچند امارات متحده عربی دارای متنوع‌ترین اقتصاد در شورای همکاری خلیج فارس است، اما اقتصاد امارات متحده عربی همچنان وابسته به نفت است. به استثنای دبی، بیشتر اقتصاد امارات وابسته به درآمد نفت است. نفت و گاز طبیعی نقش اصلی را در اقتصاد امارت به ویژه در ابوظبی بازی می‌کنند در سال ۲۰۰۹ بیش از ۸۵٪ اقتصاد امارات بر پایه صادرات نفت بنا شده‌است. در حالی که ابوظبی و دیگر امارات در رویارویی با متنوع سازی اقتصاد نسبتاً محافظه کار باقی مانده‌اند، دبی که ذخایر نفتی به مراتب کمتری دارد، در سیاست متنوع سازی خود شجاع تر بود. در سال ۲۰۱۱، صادرات نفت ۷۷ درصد از بودجه دولت امارات را به خود اختصاص داد.
دبی در سالهای ۲۰۰۷ تا ۲۰۱۰ از بحران اقتصادی چشمگیر رنج برد و ثروت نفتی ابوظبی را پس‌انداز کرد. رونق فعلی دبی به فراورده‌های نفتی ابوظبی نسبت داده شده‌است. در سال ۲۰۱۴، دبی در مجموع ۱۴۲ میلیارد دلار بدهی داشت. دولت امارات سعی در کاهش وابستگی اقتصاد به صادرات نفت تا سال ۲۰۳۰ داشته‌است. پروژه‌های مختلفی برای کمک به دستیابی به این هدف در دست اقدام است که جدیدترین آنها بندر خلیفه است که در اواخر سال ۲۰۱۲ در امارات ابوظبی افتتاح شد. امارات متحده عربی همچنین حق میزبانی World Expo 2020 را به دست آورد، که تصور می‌شود تأثیر مثبتی بر رشد آینده دارد، اگرچه برخی شکاک‌ها نیز وجود دارند که برعکس آن را ذکر می‌کنند.
در طی ده‌ها سال، امارات دبی شروع به جستجوی منابع برای درآمد اضافی می‌کند. گردشگری درجه یک و سرمایه‌گذاری بین‌المللی همچنان در حال توسعه است. مطابق با این ابتکار عمل، مرکز مالی بین‌المللی دبی اعلام کرد که ۵۵٫۵ درصد مالکیت خارجی، بدون مالیات نگه داشتن، زمین و فضای اداری بدون مالیات و سیستم نظارتی مالی متناسبی را با قوانینی که از بهترین روش‌ها در سایر مراکز مالی پیشرو مانند نیویورک، لندن، زوریخ و سنگاپور گرفته شده‌است ارایه کرده‌است. بازار سهام جدید شرکت‌های منطقه ای و سایر ابتکارات در DIFC اعلام شد. دبی همچنین دارای مناطق آزاد اینترنتی و رسانه ای است که ۱۰۰٪ مالکیت خارجی، فضای دفتر امور مالیاتی را برای شرکت‌های برتر فناوری اطلاعات و ارتباطات و رسانه‌های جهان فراهم کرده‌است که جدیدترین زیرساخت‌های ارتباطی را برای ارائه خدمات به آنها می‌دهد. در حال حاضر بسیاری از شرکت‌های پیشرو در جهان دفاتر شعبه ایجاد کرده و حتی دفترمرکزی را نیز به آنجا تغییر داده‌اند. آزادسازی اخیر در بازار املاک به غیر از شهروندان اجازه می‌دهد زمین آزاد خریداری کنند، این امر منجر به رونق بزرگی در بخش ساخت و ساز و املاک و مستغلات شده و چندین تحول امضا از جمله ۲ جزیره پالم، جهان (مجمع الجزایر)، دبی مارینا، برج‌های دریاچه جمیرا رخ داده‌است؛ و تعدادی از پیشرفت‌های دیگر، ارائه ویلا و آپارتمان‌های مرتفع و فضای اداری. امارات (بخشی از گروه امارات) در دهه ۱۹۸۰ توسط دولت دبی شکل گرفت و اکنون یکی از اندک شرکت‌های هواپیمایی است که شاهد رشد شدید اقتصادی است. امارات همچنین بزرگ‌ترین متصدی هواپیمای ایرباس A380  است.
تا تاریخ ۲۰۰۱ درآمد بودجه دولت حدود ۲۹٫۷ میلیارد AED و مخارج مربوط به ۲۲٫۹ میلیارد AED بود. امارات متحده عربی علاوه بر یافتن راه‌های جدید برای حفظ اقتصاد ملی، در راه اندازی روش‌های جدید و پایدار تولید برق پیشرفت‌هایی کرده‌است؛ که این امر توسط به‌کارگیری ابتکارات مختلف انرژی خورشیدی در شهر مسدر و سایر تحولات انرژی تجدید پذیر در بخش‌هایی از کشور مشهود است.
علاوه بر این، امارات متحده عربی در حال شروع به ظهور تولید محلی به عنوان منبع جدید توسعه اقتصادی است، نمونه‌هایی از سرمایه‌گذاری‌های مهم تحت هدایت دولت مانند استراتا در صنعت هوافضا تحت مبادله موفقیت‌آمیز است، در حالی که سرمایه‌گذاری‌های کارآفرینی نیز در مقیاس کوچک وجود دارد. مانند Zarooq Motors در صنعت خودرو.

## بازرگانی

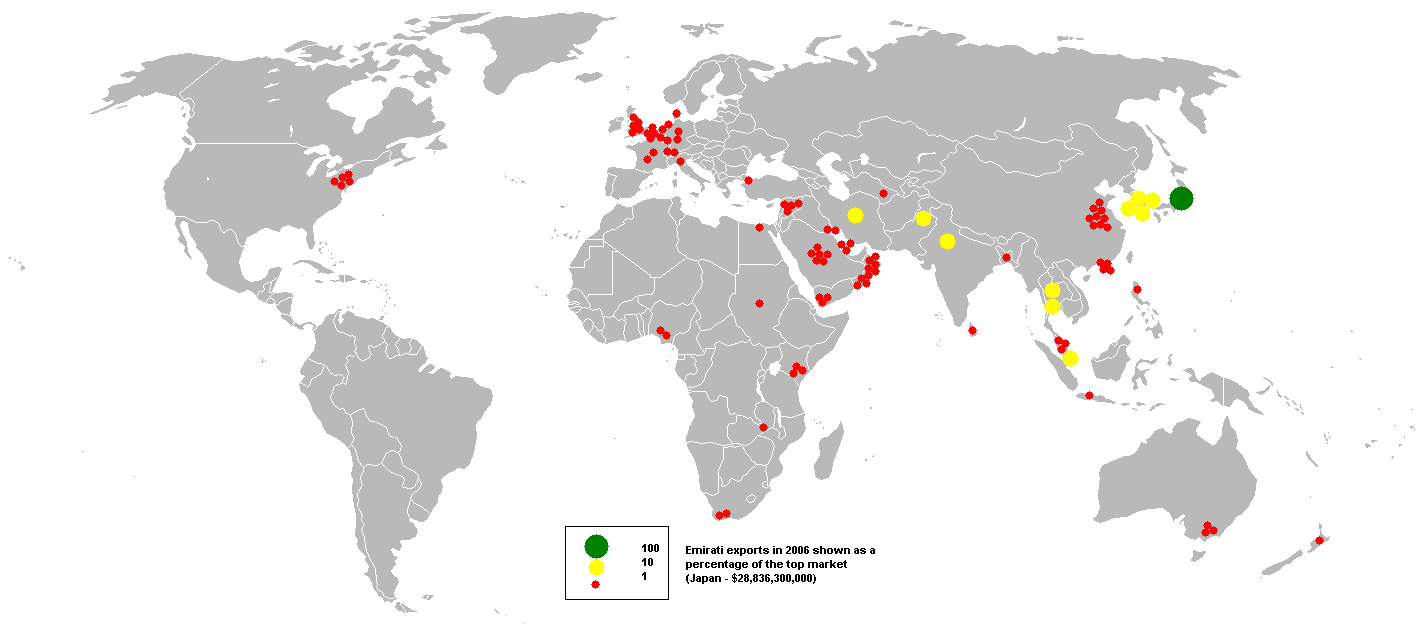
صادرات اماراتی در سال ۲۰۰۶

امارات متحده عربی با واردات بالغ بر ۲۷۳٫۵ میلیارد دلار در سال ۲۰۱۲، عربستان سعودی را به عنوان بزرگ‌ترین بازار مصرف‌کننده در منطقه تبدیل کرد. صادرات امارات بالغ بر ۳۱۴ میلیارد دلار بوده که باعث شد امارات دومین صادرکننده بزرگ منطقه شود.
امارات متحده عربی و هند شرکای اصلی تجارت یکدیگر هستند، در حالی که خیلی از شهروندانشان در گذشته کار و زندگی می‌کردند. این تجارت بالغ بر ۷۵ میلیارد دلار (۲۷۵٫۲۵ میلیارد AED) است.
با توجه به تجارت خارجی، بازار امارات متحده عربی یکی از پویاترین بازارها در سراسر جهان است که در بین ۱۶ صادرکننده بزرگ و ۲۰ واردکننده بزرگ کالا قرار دارد. پنج کشور برتر شرکای امارات متحده عربی در سال ۲۰۱۴ عبارتند از ایران (۳٫۰٪)، هند (۲٫۹٪)، عربستان سعودی (۱٫۵٪)، عمان (۱٫۴٪) و سوئیس (۱٫۲٪). پنج تأمین کننده برتر امارات متحده عربی را می‌توان چین (۷٫۴٪)، ایالات متحده آمریکا (۶٫۴٪)، هند (۵٫۸٪)، آلمان (۳٫۹٪) و ژاپن (۳٫۵٪) دانست.

#### تجارت خارجی
با توجه به تجارت خارجی، بازار امارات متحده عربی یکی از پویاترین بازارها در سراسر جهان است که در بین ۱۶ صادرکننده بزرگ و ۲۰ واردکننده بزرگ کالا قرار دارد. پنج کشور برتر شرکای امارات متحده عربی در سال ۲۰۱۴ عبارتند از ایران (۳٫۰٪)، هند (۲٫۹٪)، عربستان سعودی (۱٫۵٪)، عمان (۱٫۴٪) و سوئیس (۱٫۲٪). پنج کشور برتر تأمین کننده امارات متحده عربی چین (۷٫۴٪)، ایالات متحده (۶٫۴٪)، هند (۵٫۸٪)، آلمان (۳٫۹٪) و ژاپن (۳٫۵٪) هستند.
| نشانگر                                           | ۲۰۱۰    | ۲۰۱۱    | ۲۰۱۲    | ۲۰۱۳    | ۲۰۱۴    |
| ------------------------------------------------ | ------- | ------- | ------- | ------- | ------- |
| واردات کالا (میلیون دلار)                        | ۱۶۵٬۰۰۰ | ۲۰۳٬۰۰۰ | ۲۲۶٬۰۰۰ | ۲۵۱۰۰۰  | ۲۶۲٬۰۰۰ |
| صادرات کالا (میلیون دلار)                        | ۲۱۴٬۰۰۰ | ۳۰۲۰۰۰  | ۳۴۹٬۰۰۰ | ۳۷۹٬۰۰۰ | ۳۶۰٬۰۰۰ |
| واردات خدمات (میلیون دلار)                       | ۴۱٬۳۳۷  | ۵۵٬۷۰۲  | ۶۲٬۳۰۱  | ۶۶٬۴۱۳  | ۷۰٬۲۷۹  |
| صادرات خدمات (میلیون دلار)                       | ۱۱٬۰۲۸  | ۱۲٬۰۶۳  | ۱۵٬۲۷۶  | ۱۷٬۳۴۵  | ۱۹٬۷۶۹  |
| واردات کالا و خدمات (تغییر سالانه٪)              | ۲٫۱     | ۱۸٫۸    | ۵٫۲     | ۶٫۵     | ۶٫۱     |
| صادرات کالا و خدمات (تغییر سالانه٪)              | ۲٫۵     | ۲۰٫۷    | ۱۷٫۰    | ۴٫۵     | ۸٫۲     |
| واردات کالا و خدمات (در درصد تولید ناخالص داخلی) | ۷۲٫۲    | ۷۲٫۳    | ۷۵٫۳    | ۷۶٫۸    | ۷۷٫۹    |
| صادرات کالا و خدمات (در درصد تولید ناخالص داخلی) | ۷۸٫۸    | ۹۰٫۳    | ۱۰۰٫۶   | ۱۰۱٫۳   | ۹۸٫۰    |

در سال ۲۰۱۴، امارات متحده عربی موفق به صادرات ۳۸۰٫۴ میلیارد دلار تحت تسلط چهار محصول نفت و روغن‌های حاصل از قیر ... (19.8%) الماس، یا نه کار می‌کرد، اما نصب شده‌است... (3.4%) طلا ، شامل طلا اندود شده با پلاتین ، پاشیده نشده ... (3.2%) محصولات جواهرات و قطعات آن ، از ... (۲٫۸٪). در همان سال، امارات متحده عربی ۲۹۸٫۶ میلیارد دلار وارد کرد که تحت سلطه پنج کشور چین (۷٫۴٪)، ایالات متحده (۶٫۴٪)، هند (۵٫۸٪)، آلمان (۳٫۹٪)، ژاپن (۳٫۵٪) است.
از یک سو، امارات متحده عربی در سال ۲۰۱۳ موفق به صادرات ۱۷ میلیارد دلار بواسطه مسافرت (۶۷٫۱۳٪)، حمل و نقل (۲۸٫۱۳٪)، خدمات دولتی (۴٫۷۴٪) شد. از طرف دیگر، ۶۳٫۹ میلیارد دلار خدمات وارداتی شامل حمل و نقل (۷۰٫۶۸٪)، مسافرت (۲۷٫۷۰٪) و خدمات دولتی (۱٫۶۲٪) وارد کرده‌است.

## منابع انسانی و اشتغال

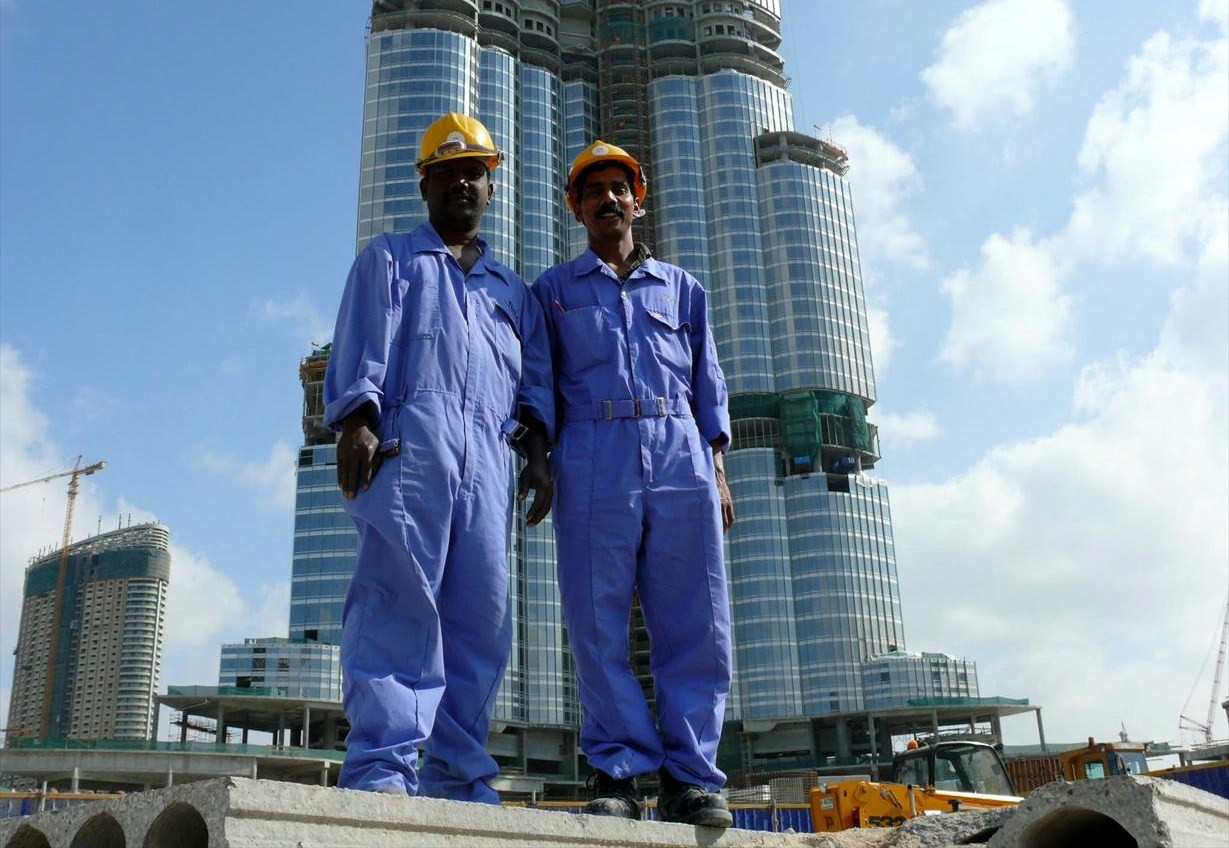
دو کارگر یقه آبی جنوب شرقی آسیا در حال نمایش تصویری با برج خلیفه در پس زمینه هستند.

## مشاور املاک

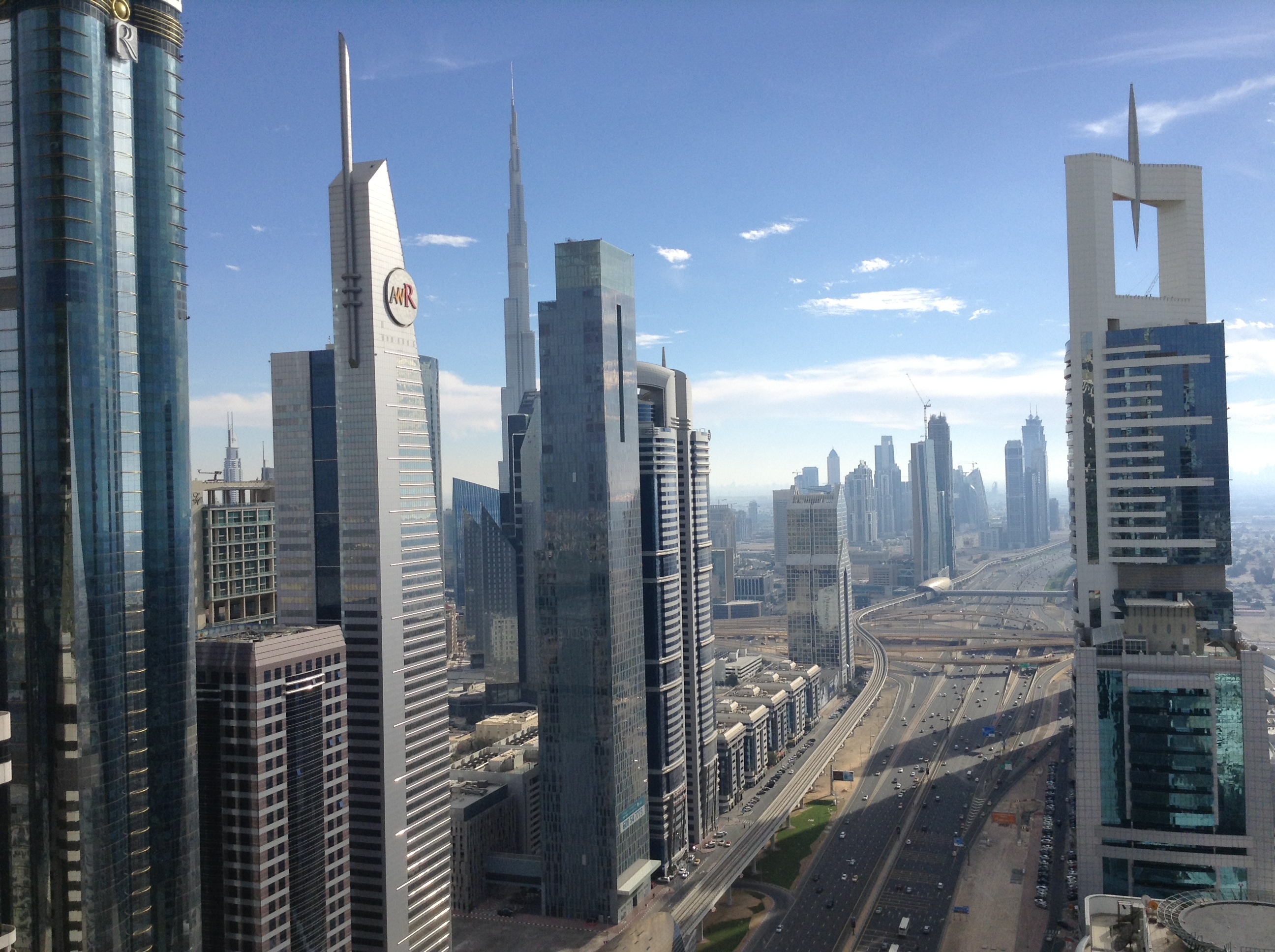
مرکز مالی بین‌المللی دبی